# Agriphila reisseri
Agriphila reisseri là một loài bướm đêm trong họ Crambidae.